# Église de la Sainte-Trinité de Donja Trešnjica
Pour les articles homonymes, voir Église de la Sainte-Trinité.
L'église de la Sainte-Trinité de Donja Trešnjica (en serbe cyrillique : Црква Свете Тројице у Доњој Трешњици ; en serbe latin : Crkva Svete Trojice u Donjoj Trešnjici) est une église orthodoxe serbe serbe située à Donja Trešnjica, dans le district de Mačva et dans la municipalité de Mali Zvornik en Serbie. Elle est inscrite sur la liste des monuments culturels protégés de la république de Serbie (no SK 2040),,.

## Présentation

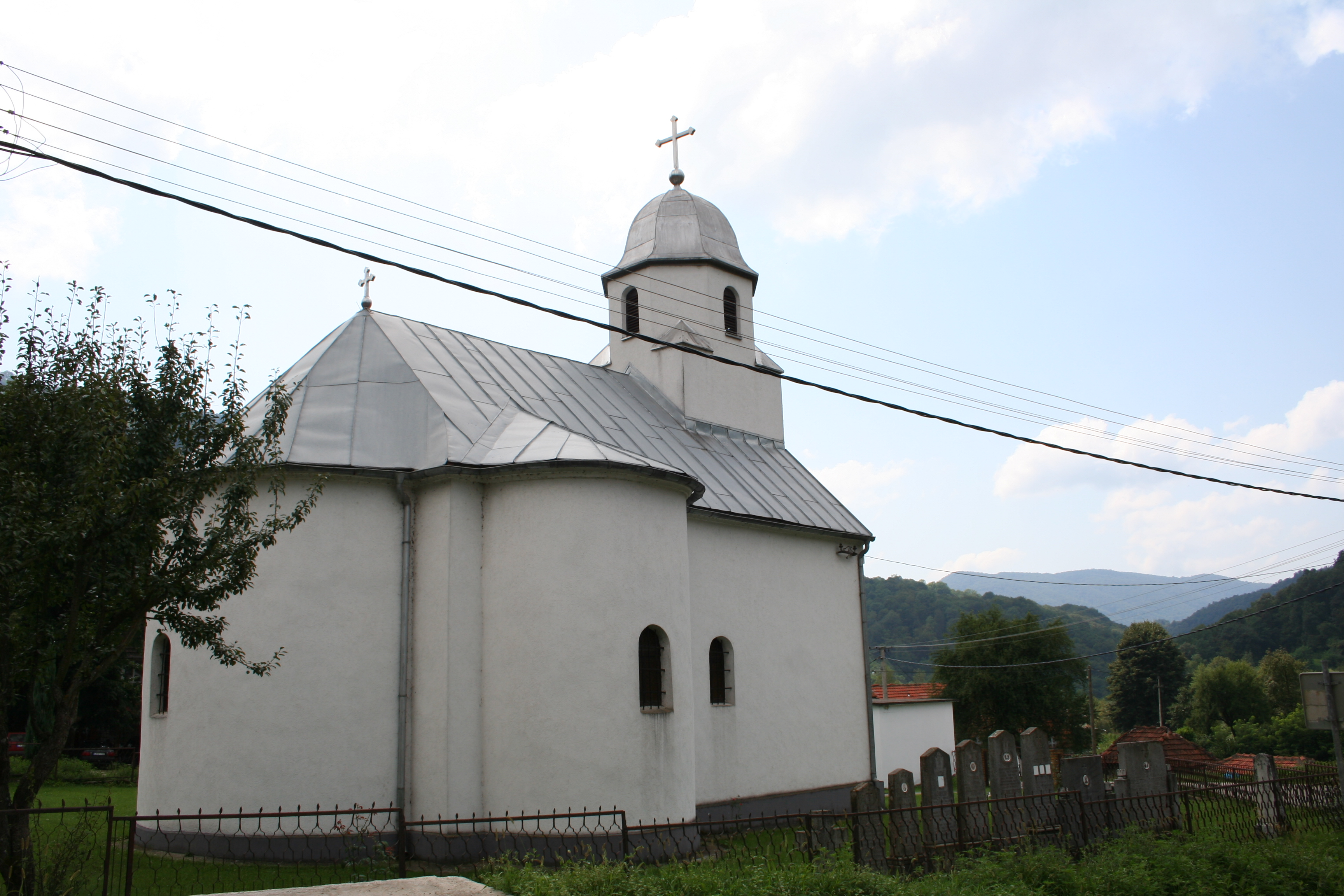
Autre vue de l'église.

L'église a été construite à l'emplacement d'un ancien lieu de culte en 1852, ainsi que l'indique une inscription gravée sur la façade sud de l'édifice.
L'église s'inscrit dans un plan tréflé, avec une abside spacieuse et un espace central large et haut. Le toit est recouvert de zinc mais son inclinaison suggère qu'il était autrefois constitué de bardeaux. Au-dessus du narthex se trouve une galerie en bois à laquelle on accède par un escalier situé contre le mur nord. Le chœur est séparé de la nef par une iconostase en bois de construction récente et l'on ignore l'apparence de l'iconostase originelle.
L'extérieur de l'édifice est dépourvu de décoration, à l'exception de la façade occidentale qui dispose de quatre niches peu profondes et de trois fenêtres plus petites. Les façades sont enduites de mortier et peintes en blanc.
Par son style, l'église de la Sainte-Trinité est caractéristique de la transition entre les anciennes églises en bois et les églises construites en matériaux plus solides.

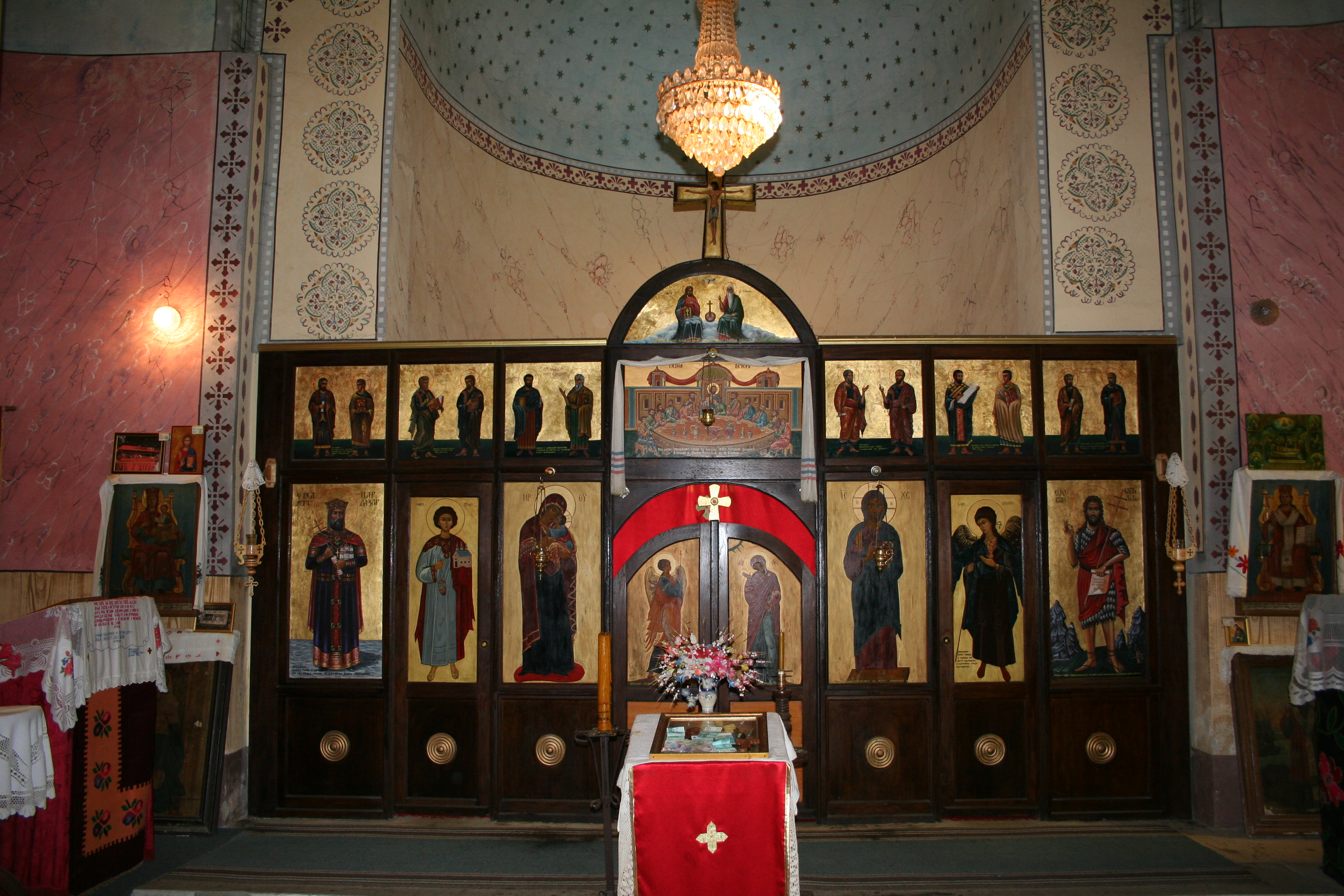
L'iconostase.